# Pellegrino (nome)
Pellegrino  è un nome proprio di persona italiano maschile.

## Varianti
- Maschili: Pellegro
  - Ipocoristici: Pino, Rino
- Femminili: Pellegrina[2], Pellegra

### Varianti in altre lingue
- Basco: Pelegin[3]
- Catalano: Peregrí[3]
- Galiziano: Peleriño[3]
- Inglese: Peregrine[1]
- Latino: Peregrinus[1]
- Spagnolo: Peregrino[3], Pelegrín[3]

## Origine e diffusione
Dal nome medievale Pellegrino, di chiara matrice religiosa - in riferimento ai pellegrinaggi in luoghi di culto, soprattutto a Roma o in Terra santa. Etimologicamente, il termine pellegrino trae origine dal latino peregrinus, che, tratto dall'avverbio peregre (per, "attraverso", e ager, "campo", "territorio", "Paese"), assume il significato di "straniero", "forestiero" (per estensione, "che viaggia per il Paese").
Al pari dei nomi Palmiro e Romeo, il nome Pellegrino si diffuse particolarmente in epoca medievale, per influsso della cultura cristiana. A proposito delle sue varianti, va detto che la forma Pellegro nasce dall'errata convinzione che il suffisso -ino rappresenti un diminutivo, come avviene di regola nella lingua italiana.

## Onomastico
Il nome venne portato da numerosi santi; l'onomastico si può festeggiare in una qualsiasi delle date seguenti:
- 30 gennaio, san Pellegrino, vescovo di Triocala[5]
- 22 febbraio, santa Pellegrina, martire a Nicomedia[2]
- 27 marzo, beato Pellegrino da Falerone, sacerdote[5]
- 26 aprile, san Pellegrino, eremita, commemorato assieme a Guglielmo[5]
- 1º maggio, san Pellegrino Laziosi o da Forlì, servita, patrono di Forlì e protettore degli ammalati di cancro[5]
- 10 maggio, santa Pellegrina, martire a Tarso[2]
- 16 maggio, san Pellegrino d'Auxerre, primo vescovo ed evangelizzatore della città di Auxerre, martire[5]
- 13 giugno (10 ottobre a Pescara), san Cetteo di Amiterno, chiamato anche Pellegrino, vescovo e martire
- 17 giugno, san Pellegrino, martire assieme a Isauro, Innocenzo, Felice, Ermia e Basilio ad Apollonia[5]
- 26 luglio, beato Pellegrino, ricordato assieme ad Evangelista[5]
- 25 agosto, san Pellegrino, martire a Roma assieme a Eusebio, Ponziano e Vincenzo[5]
- 5 ottobre, santa Pellegrina, martire a Roma[2]

Si ricorda inoltre Pellegrino delle Alpi, principe irlandese ed eremita presso l'abbazia di Frassinoro, venerato come santo al 2 agosto dai cattolici tosco-emiliani, ma non riconosciuto come tale dalla Chiesa cattolica.

## Persone

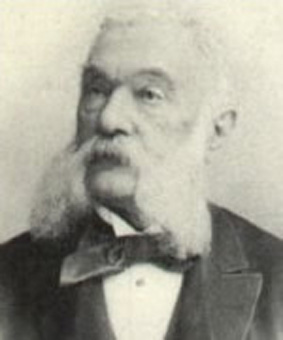
Pellegrino Artusi

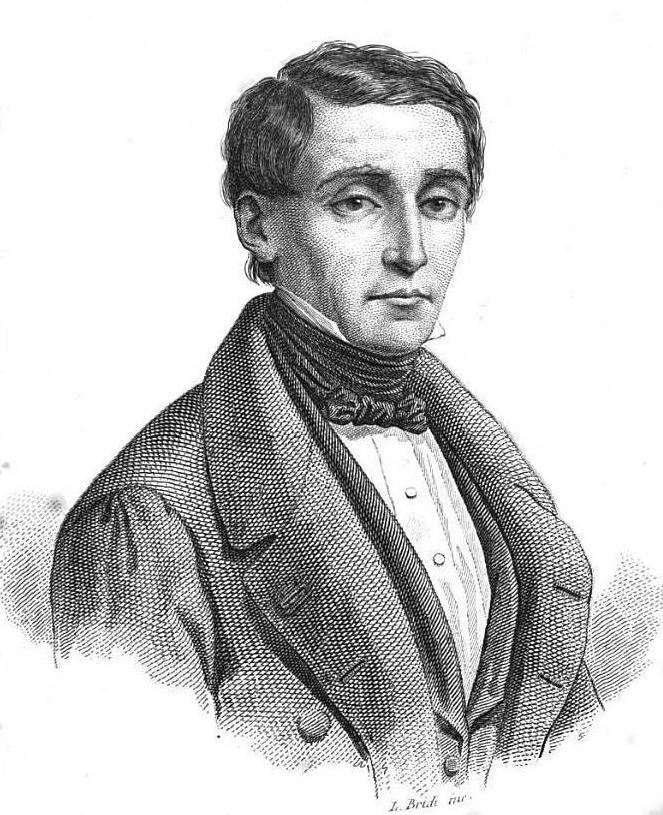
Pellegrino Rossi

- Pellegrino, arcivescovo cattolico tedesco e arcicancelliere del Regnum Italicum nel Sacro Romano Impero
- Pellegrino Aretusi, pittore italiano
- Pellegrino Artusi, scrittore, gastronomo e critico letterario italiano
- Pellegrino Baccarini, scrittore e storico italiano
- Pellegrino Bertacchi, vescovo cattolico italiano
- Pellegrino Canestri, politico italiano
- Pellegrino Capaldo, banchiere, economista e politico italiano
- Pellegrino da Città di Castello, vescovo cattolico italiano
- Pellegrino da San Daniele, pittore italiano
- Pellegrino delle Alpi, principe irlandese
- Pellegrino di Ortenburg, vescovo cattolico italiano
- Pellegrino di Ortenburg-Sponheim, vescovo cattolico tedesco
- Pellegrino Laziosi, religioso e santo italiano
- Pellegrino Matteucci, esploratore e geografo italiano
- Pellegrino Molossi, giornalista ed editore italiano
- Pellegrino Antonio Orlandi, storico dell'arte italiano
- Pellegrino Pasquali, tipografo italiano
- Pellegrino Riccardi, magistrato e antifascista italiano
- Pellegrino Tomaso Ronchi, vescovo cattolico italiano
- Pellegrino Rossi, economista, politico e giurista italiano
- Pellegrino Strobel, ornitologo, zoologo, naturalista e politico italiano
- Pellegrino Tibaldi, architetto e pittore italiano
- Pellegrino Tonini, presbitero, numismatico e archeologo italiano
- Pellegrino Valente, calciatore italiano

### Varianti
- Peregrine Osborne, II duca di Leeds, politico e ufficiale britannico
- Peregrine Osborne, III duca di Leeds, pari britannico
- Peregrino Anselmo, calciatore e allenatore di calcio uruguaiano
- Pellegro Parodi, pittore italiano
- Peregrino Proteo, filosofo greco antico

## Il nome nelle arti
- Peregrino Tuc è un personaggio del romanzo di J. R. R. Tolkien Il Signore degli Anelli.